# Пхулпур (город, Бангладеш)
Пхулпур (бенг. ফুলপুর, англ. Phulpur) — город на севере Бангладеш, административный центр одноимённого подокруга.

## Демография
По данным переписи 2001 года, в городе проживало 12 292 человека, из которых мужчины составляли 52,63 %, женщины — соответственно 47,37 %. Уровень грамотности населения составлял 36,7 % (при среднем по Бангладеш показателе 43,1 %).